# میلاتون
میلاتون، روستایی از توابع بخش ماهورمیلانی شهرستان ممسنی در استان فارس ایران است. 

## جمعیت
این روستا در دهستان میشان قرار دارد و براساس سرشماری مرکز آمار ایران در سال ۱۳۸۵، جمعیت آن ۸۱ نفر (۲۲خانوار) بوده‌است.